# Azylový dům
Azylový dům je sociální službou, která poskytuje pobytové služby na přechodnou dobu osobám v nepříznivé sociální situaci spojené se ztrátou bydlení. Řadíme jej mezi služby sociální prevence. Dle zákona o sociálních službách azylový dům poskytuje osobám stravu nebo pomoc při zajištění stravy, ubytování a pomoc při uplatňování práv, oprávněných zájmů a při obstarávání osobních záležitostí.                      

## Právní forma
Azylové domy mají různou právní formu. Poskytovatelem může být fyzická nebo právnická osoba, většina azylových domů jsou církevní právnické osoby a spolky, některé azylové domy mají formu obecně prospěšných společností. Databázi azylových domů najdeme na internetových stránkách organizace Sdružení azylových domů nebo v elektronické databázi Registru poskytovatelů sociálních služeb Ministerstva práce a sociálních věcí, obě databáze jsou však pouze informačního charakteru, protože registrace není pro azylové domy povinná.

## Cílová skupina
Cílovou skupinou azylových domů jsou muži, ženy, matky s dětmi, rodiny s dětmi, páry, senioři, ale i oběti násilí, oběti živelních pohrom či lidé s duševními poruchami, mentálním postižením nebo závislostí na alkoholu a drogách. Každý azylový dům je však vždy pouze pro určitý okruh osob z této cílové skupiny.

## Dělení azylových domů
Koncepce dělení azylových domů není v České republice zákonem o sociálních službách stanovena, ale Sdružení azylových domů je dělí nejčastěji podle cílové skupiny, a to takto:
- Azylové domy pro muže
- Azylové domy pro ženy
- Azylové domy pro mladé do 26 let
- Azylové domy pro rodiny s dětmi[4]

V zákoně o sociálních službách jsou však samostatně definovány domy na půli cesty. Jsou to zařízení sloužící k pobytu na přechodnou dobu osobám mladším 26 let, které se ocitly v nepříznivé životní situaci. Nejčastěji se jedná o osoby, které ukončily svůj pobyt v zařízení ústavní či ochranné výchovy nebo v jiných zařízeních orientovaných na péči o děti a mladistvé, ale i o osoby propuštěné z výkonu trestu či ochranné léčby.

## Poskytované služby
Azylové domy poskytují dva druhy služeb, totiž základní a fakultativní. 

### Základní služby
V azylových domech jsou klientům poskytovány primárně základní služby, které jsou garantovány zákonem o sociálních službách a zahrnují nezbytně nutné úkony, jako poskytnutí stravy nebo pomoc při zajištění stravy, poskytnutí přechodného ubytování, pomoc při prosazování práv, oprávněných zájmů a při obstarávání osobních záležitostí. Některé tyto služby jsou zpoplatněny, konkrétně se jedná o ubytování a poskytnutí stravy. Dále pro klienty ze zákona vyplývá možnost poskytování bezplatného základního poradenství.

### Fakultativní služby
Většina azylových domů poskytuje kromě základních služeb také další, tzv. fakultativní služby. Jedná se o služby, které nejsou ve všech azylových domech stejné, liší se na základě metodik práce v konkrétním azylovém domě a měly by být poskytovány výhradně poskytovatelem sociální služby. V případě azylových domů mezi ně patří zejména výchovné a vzdělávací aktivity a sociálně rehabilitační aktivizační činnosti. V rámci výchovných a vzdělávacích činností se jedná především o zajištění zájmových aktivit pro uživatele služby či doučování pro děti uživatelů a podobně. Sociálně rehabilitační činnosti zahrnují motivační a aktivizační programy k upevňování a rozvoji sociálních dovedností. Tyto služby jsou poskytovány skupinově či individuálně dle typu programu. Mezi fakultativní služby v azylovém domě může být považován například také přístup k internetu. Některé služby jsou bezplatné, ale za některé mohou být také účtovány poplatky dle zákona.

## Poplatky za služby azylových domů
Nejvyšší výše úhrad ( v některých azylových domech může být nižší), kterou si azylové domy mohou účtovat za poskytované služby, je stanovena vyhláškou č. 505/2006 Sb., a činí:
- za poskytnutí stravy nebo pomoc při zajištění stravy
  - 170 Kč denně za celodenní stravu v rozsahu minimálně 3 hlavních jídel
  - 75 Kč za oběd, včetně provozních nákladů souvisejících s přípravou stravy

- za poskytnutí ubytování
  - 130 Kč denně, nebo jde-li o rodinu s nezletilými dětmi 100 Kč denně za dospělou osobu a 70 Kč denně za dítě, včetně provozních nákladů souvisejících s poskytnutím ubytování[11]